# تايكوندو
التايكوندو (بالكورية - الهانغول: 태권도، الهانغا: 跆拳道) هي واحدة من الفنون القتالية الكورية التقليدية وهي أكثر من كونها مجرد مهاراة قتالية جسدية. وقد ظهرت هذه الرياضة في كوريا وعرفت منذ أكثر من 2000 سنة وقد أوجدها وطورها الأهالي وسيلةً للدفاع عن النفس بسبب كثرة الحروب الأهلية وصعوبة الحياة وسط الحيوانات الضارية مما اضطر الإنسان الكوري إلى التفكير في وسيلة للدفاع عن نفسه ضد الغزاة وضد الحيوانات التي بدأوا يتعلمون منها طرق الدفاع والانقضاض السريع. وعلى الرغم من أن رياضة التايكوندو تعتمد على الركلات اعتمادا كبيرا إلا أنها في نفس الوقت لا تهمل استخدام اللكمات. ومع مرور السنين، استطاعت أن تصبح رياضة أولمبية رسمية في الألعاب الأولمبية لسنة 2000 التي جرت بمدينة سيدني الأسترالية، بعد أن كانت رياضة استعراضية في الأولمبيات السابقة التي احتضنتها كل من مدينة سيولالكورية وبرشلونة الإسبانية وأطلنطا الأمريكية. بالاضافه الي ذالك أن التايكوندو ينقسم الي قسمين الأول هو تايكوندو ال ITF يستخدم فيه الركلات بنسبه 50% + اللكمات معا أما الثاني وهو نوع ال WTF وهو يستخدم الركلات بنسبه تصل إلي 99% وهي رياضه تعتمد علي مهارات الذكاء و السرعه و الثبات الانفعالي و القوه البدنيه و الليونه العضليه

## تاريخ الرياضة
ترجع نشأة رياضة التايكوندو إلى السلالة الحاكمة في بلدة (كوجوريو) حيث أخذ فن التايكوندو للدفاع عن النفس يأخذ طابعا تقليديا يمارس بنشاط في الطقوس الدينية على إيقاعات موسيقية متعارف عليها في تلك العصور ويمارسها الرجال والأطفال والنساء والشيوخ حبا لحركاتها من ناحية ولاستخدامها في الدفاع عن النفس من ناحية أخرى.
وكما برز فن التايكوندو في مملكة كوجوريو فقد ظهركذلك في مملكة (سيلا) في الجنوب الشرقي لكوريا وذلك قبل 20 عاما من كوجوريو حيث وجد في (كوينجو) عاصمة سيلا تمثالان من تماثيل بوذا في وضع قتال على برج (كو مكنج) العملاق ولقد أثبتت الوثائق القديمة أن (الهوارينجدو) قد اهتموا برياضة التايكون ليس فقط كفن للدفاع عن النفس ولكن كثقافة تقليدية ونشاط رياضي يومي.

## تسمية التايكواندو
معنى كلمة تايكواندو:
- المقطع الأول (تاي) وهو يشير إلى القدم وهذا المقطع يدخل في تسميات ألعاب دفاع عن النفس أخرى وهو يعبر عن مهارة استخدام الأقدام والذي تتميز به التايكواندو عن غيرها.
- المقطع الثاني (كوان) ويقصد بها قبضة اليد.
- المقطع الثالث (دو) ومعناها طريقة وهي تدخل في تسميات الألعاب الأخرى كالجودو والأيكيدو والكندو وغيرها.

### مفهومها
بناء على التسمية الأصلية فإن الترجمة العربية الحرفية لهذه الكلمة هي: طريقة القدم والقبضة وكما هو واضح فإن الترجمة الحرفية لا تعني الكثير أما الترجمة المقصودة لهذه الكلمة، باعتبارها اصطلاحاً رياضياً فهي تعني طريقة تسديد الركلات واللكمات وبشكل عام فهي تعني فن الدفاع عن النفس باستخدام القدم والقبضة.

## طريقة وأسلوب ومميزات التايكواندو
هذه الرياضة تستمد معظم صفاتها من المدرسة الكورية في القتال وهذه الصفات يمكن أن نوجزها في الصفات التالية:
المدرسة الكورية ترتكز على الأوضاع الأسرع في التحرك بالخطوات، لذلك فالخطوات خفيفة على الأرض وغير ثابتة. كما أن هذه المدرسة لا تعتمد على الأسلحة بصورة مباشرة فنجد التايكوندو لا يستخدم أي سلاح. ومن المعروف عن المدرسة الكورية أنها تعتمد على الدورانات بكثرة حيث تعتبر صفة مميزة فيها وتستخدم التايكواندو الأقدام للهجوم أكثر من اليد وهذا ما يميزها عن غيرها لأن القدم أقوى بكثير من اليد عند تسديد اللكمات إلى الخصم تستخدم اليد بكثرة لصد ضربات الخصم وفي العديد من الضربات أيضاً.

### التقسيمات
مثل جميع ألعاب الدفاع عن النفس فهي تحتوي على العديد من المهارات والفنون وأمور أخرى تجعل اللعبة مميزة عن الألعاب المنافسة الأخرى، وتنقسم التايكوندو إلى خمسة أقسام هامة:
- أولا: المهارات الأساسية أو أساسيات التايكواندو.
- ثانياً: مجموعات القتال الوهمي، أو البومزات.
- ثالثاً: المباريات التنافسية، أو القتال في المباريات.
- رابعاً: قتال الشوارع.
- خامسا: التايكوندو الاستعراضي.

### ملابس التايكواندو

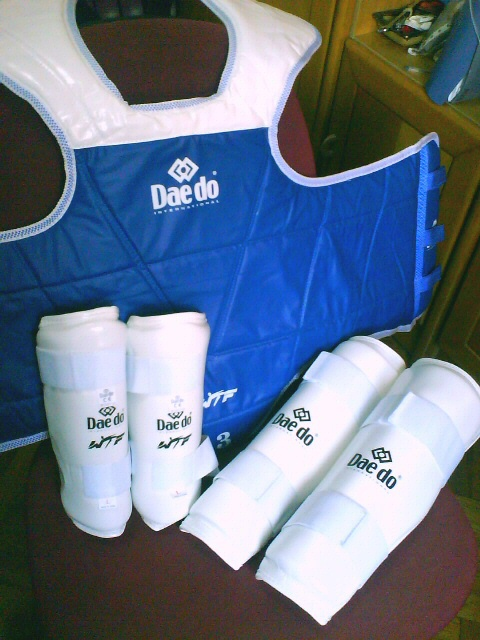
واقي الصدر لرياضة التايكواندو (الهوجو) وواقي الساعدين وواقي الساقين

يرتدي المتنافسون بدلة التايكوندو وتسمى (الدوبك) ويجب أن يرتدي المتنافسون فوقها واقياً لكل من:
1. واقي الصدر(الهوجو)
2. واقي الساعدين
3. واقي الساقين
4. واقي أسفل الحزام(السابوداي)
5. واقي الرأس
6. واقي الأسنان من أجل الحماية من اللكم
7. واقي قفازات اليد ويجب أن تكون أدوات الوقاية المذكورة سابقا مطابقة للمواصفات والقواعد المتفق عليها من طرف الاتحاد العالمي للتايكواندو.

### القوانين

#### قوانين خاصة بالملعب
- آن يكون الملعب مسطحاً مستوياً خالياً من العوائق ومغطّىً بالخشب أو أي مادة ناعمة الملمس.
- مساحة الملعب 12 * 12 متر وتنقسم إلى:
  - منطقة اللعب ويوجد فيها الحكم واللاعبان ومساحتها 8 * 8 متر وتحدد بخط أبيض عرضه 7.5 سم.
  - منطقة الأمان 2 متر من كل جانب.
  - عدم الوقوع أرضاً اثناء اللعب

### الدرجات
1. الأبيض
2. الأصفر
3. البرتقالي
4. الأخضر
5. الأزرق وينقسم إلى ثلاث درجات
6. الأحمر وينقسم إلى ثلاث درجات
7. الأسود وينقسم إلى 9 درجات

### متطلبات النجاح في رياضة التايكواندو
المرونة، والسرعة، والقوة، والثقة بالنفس، وقوة التحمل، والتركيز، وسرعة رد الفعل، ومجاراة المباراة، وسرعة البديهة.

## الاتحادات الرسمية لرياضة التايكوندو
أهم ٱتحادين للعبة هم:
- الإتحاد العالمي للتايكوندو WTF: أكثر الإتحادات شهرة وإقبالا في العالم ومعترف به بعضويته في اللجنة الأولمبية الدولية.
- الإتحاد الدولي للتايكواندو ITF: أقدم ٱتحاد لرياضية التايكوندو وغير معترف به بعضويته في اللجنة الأولمبية الدولية.

## وصلات خارجية
- التصنيف العالمي للاعبي التايكواندو